# تان هانغ
تان هانغ (بالفيتنامية: Phạm Thanh Hằng)‏ هي عارضة وممثلة فيتنامية، ولدت في 22 يوليو 1983 في دا نانغ في فيتنام.